# 金午星
金 午星（キム・オソン、김오성、1908年 - 1953年？）は、日本統治時代の朝鮮の共産主義理論家、文学評論家。本名は金亨俊（キム・ヒョンジュン、김형준）。

## 生涯
日本大学哲学科を卒業し、東京で雑誌『大衆之光』を発行した。1926年ころ、故郷の平安北道龍川で小作争議を指導し、1927年には東京学生読書会事件（동경학생 독서회사건）で検挙された。日本から帰ってきた1932年、天道教青年党機関誌『농민（農民）』を編集しながら、農村啓蒙運動に取り組み、朝鮮農民社（조선농민사）常任理事も務めた。
日本統治時代末期の1943年には、朝鮮文人報国会の隨筆評論部会評議員に選出され、親日派に変節した。この時期、金午星は朝鮮総督府の御用機関紙であった『毎日新報』に親日的論説を掲載した。
翌1944年8月、独立運動家の呂運亨と趙東祜が結成した秘密独立運動団体であった朝鮮建国同盟に加担して参加。光復後には朝鮮文学建設本部に参加し、朝鮮人民党宣伝部長を務め、民主主義民族戦線に入って常任委員兼宣伝部長を務めた。朝鮮人民党で宣伝部長を務めながら、秘密裏に朴憲永の朝鮮共産党フラクションで活動しながら、朴憲永の指示を受けて朝鮮人民党の党員を朝鮮共産党に引き抜くなど、吸収統合工作活動をした。
1946年11月、朝鮮共産党、南朝鮮新民党、朝鮮人民党の3党が合流して、南朝鮮労働党が創党された際、南労党中央委員となった。翌1947年に越北した。
1948年8月、黄海道海州で開かれた南朝鮮人民代表者大会（남조선인민대표자대회）で最高人民会議代議員に選出された。以後、朝鮮民主主義人民共和国で文化宣伝省副相を務めるなど要職を兼ねた。しかし、1953年の南労党粛清に際して、金南天、金起林、権五稷（권오직）らとともに、いち早く1952年の遅い時期に逮捕され、その後の消息は途絶えたため、粛清されたものと考えられている。

## 評価
1948年に大韓民国臨時政府国務委員であり、政治部長兼韓国独立党監察委員長だった金承学が作成した原稿に記載された263人の親日人士名簿に収録された。

## 著書
- 『지도자론（仮訳：指導者論）』1946年春『人民科学』創刊号 巻頭論文[1]
- 『지도자 군상（仮訳：指導者群像）』1946年